# Dickenberg (Lüdenscheid)
Dickenberg ist die Bezeichnung eines Stadtteils und gehört zum statistischen Bezirk 16 (Dickenberg / Eggenscheid) der Kreisstadt Lüdenscheid im westlichen Sauerland, Nordrhein-Westfalen. Der Ortsteil und der statistische Bezirk liegen im Norden des Stadtgebietes von Lüdenscheid. Seit 2010 wird auch der westlich gelegene Stadtteil Dünnebrett mit zum statistischen Bezirk 16 (Dickenberg / Eggenscheid) gezählt. Der statistische Bezirk insgesamt grenzt an Altena und Schalksmühle.

## Geographie

### Geographische Lage
Dickenberg ist umgeben von Wäldern. Parallel zur Straße August-Adamy-Siedlung verläuft, je nach Füllstand, ein kleiner Bach bis zu einem kleinen Fluss.

### Nachbarorte
| Schnarüm, Schalksmühle   | Wersbecke / Vormwald, Schalksmühle          | Großendrehscheid, Altena |
| Schnarüm, Schalksmühle   | Kompassrose, die auf Nachbargemeinden zeigt | Dünnebrett, Lüdenscheid  |
| Eggenscheid, Lüdenscheid | Eggenscheid / Oberrahmede, Lüdenscheid      | Rathmecke, Lüdenscheid   |

## Geschichte

### Eingemeindung
Dickenberg gehörte bis zum 31. Dezember 1968 zur Gemeinde Lüdenscheid-Land.

## Religionen

### Christliche Einrichtungen
Im Stadtteil gab es früher eine katholische Kirche, die aber 2009 abgebaut wurde. Gottesdienste wurden schon 2005 eingestellt. Sie gehörte zur ehemaligen Pfarrei Maria Königin. Die nächste katholische Kirche ist in Gevelndorf. Im evangelischen Gemeindezentrum, welches zur Kirche Oberrahmede gehört, wird regelmäßig ein evangelischer Gottesdienst abgehalten.

## Kultur

### Sport
Auf dem Sportplatz Dickenberg trainiert der Verein TuRa “Frisch Auf” Eggenscheid 1911 e. V. Außerdem gibt es eine Turnhalle an der Hermann-Gmeiner Grundschule.

## Infrastruktur

### Bildungseinrichtungen
Am Dickenberg gibt es die Hermann-Gmeiner Grundschule, welche ein Teilstandort der Grundschule Gevelndorf ist. Die Schule wurde jedoch zum Schuljahr 2012/2013 geschlossen.
Kurz vor der Schließung im Frühjahr 2012 wurden Informationen aus der Politik bekannt, dass die Schule evtl. durch einen freien Träger weitergeführt werden könnte. Nachdem daraufhin Verhandlungen mit einer interessierten Privatschule aus einer Nachbarstadt wegen unterschiedlicher Preisvorstellungen geplatzt waren, kam die Idee auf, dass in der leer stehenden Hermann-Gmeiner-Schule weitere Kita-Plätze für Kinder unter 3 Jahren entstehen könnten.

### Öffentliche Einrichtungen
Im Stadtteil Dickenberg ist das SOS-Kinderdorf Sauerland beheimatet. Es ist eines von zwei Kinderheimen in Lüdenscheid. Im Kinderdorf stehen 60 feste Plätze sowie eine Klärungsgruppe und Betreutes Wohnen zur Verfügung. Außerdem gehört zum Kinderdorf noch die Kinderbetreuung im Lüdenscheider Rathaus. Weiterhin unterhält das Kinderdorf ein Familienzentrum auf dem Gelände. Das Familienzentrum mit Kindergarten ist für alle Bewohner des Dickenberg geöffnet.
Der CVJM Stadtverband e. V. unterhält zudem am Rathmecker Weg 34 die CVJM Jugendfreizeitstätte Rathmecke-Dickenberg, wo verschiedene Aktivitäten für Kinder und Jugendliche angeboten werden.

## Verkehrsanbindung

### Bahnverkehr
Der nächste Bahnhof ist entweder der Bahnhof Altena (Westfalen) mit etwa 9 Kilometer Entfernung oder der Bahnhof Lüdenscheid mit etwa 5,5 Kilometer Entfernung.
Früher war in Dünnebrett außerdem ein Kleinbahnhaltepunkt der Kreis Altenaer Eisenbahn, der die regelmäßige Anbindung per Bahn an die Industriestädte Altena und Lüdenscheid sicherstellte.

### Busverkehr
Am Dickenberg direkt gibt es 7 Bushaltestellen, welche durch die Buslinien 37, 53 und 245 der Märkischen Verkehrsgesellschaft (MVG) bedient werden.
Wichtige Bushaltestellen in dem Stadtteil sind: „Dickenberg“, „Fontanestraße“, „Kinderdorf“, „Uhlandstraße“, „Schulstraße“, „Kaukenberger Weg“, „Dünnebrett“, „Abzw. Dickenberg“ und „Langenfeld“.

### Straßenverkehr
Vom Stadtteil Dickenberg erreicht man in 5 Autominuten in Richtung Nordwesten die A 45 über die Ausfahrt 13 (Lüdenscheid-Nord), sowie die L 692. Ebenfalls in 5 Minuten erreicht man die L 530 im Südosten. Die A 45 führt Richtung Norden nach Hagen und Dortmund sowie in Richtung Süden nach Siegen, Wetzlar, Gießen und Frankfurt am Main.
Alternative Anschlussstellen sind die Abfahrten Nr. 14 Lüdenscheid und Nr. 15 Lüdenscheid-Süd der A 45. Auch die beiden Bundesstraßen B 54 und B 229 liegen in der Nähe vom Dickenberg und sind innerhalb weniger Fahrminuten gut erreichbar. Parkplätze innerhalb vom Dickenberg sichern den Autofahrern Parkmöglichkeiten zu.